# Lambeth North (metrostation)
Lambeth North is een station van de metro van Londen aan de Bakerloo Line tussen Waterloo en Elephant & Castle. Het station is geopend in 1906.

## Geschiedenis
De Baker Street en Waterloo Railway werd op 10 maart 1906 geopend tussen Baker Street in het noorden en Kennington Road in het zuiden. Het depot van de lijn werd bovengronds aan London Road gebouwd, iets ten oosten van het station en is vanaf St George's Street te zien. De functie van eindpunt duurde krap vijf maanden tot op 5 augustus 1906 de verlenging tot Elephant & Castle werd geopend. Hierbij werd het station omgedoopt in Westminster Bridge Road. Tijdens de Eerste Wereldoorlog werd de lijn stapsgewijs verlengd aan de noordkant maar op de zuidoever was de naamwijziging in Lambeth (North) op 15 april 1917 de enige verandering, de haakjes om North verdwenen in 1928.
Op 16 januari 1941 om 3:56 uur ontplofte een Duitse "Satan" bom van 1800 kg voor gronddoelen. De bom raakte de herberg op Westminster Bridge Road 92. De zware schokgolf beschadigde de zuidelijke perrontunnel. 28 mensen die in de tunnel schuilden raakten gewond, van wie er één 15 dagen later in het ziekenhuis overleed. Van de beschadigde tunnel moesten 37 schachtringen volledig en 15 gedeeltelijk worden vervangen, verder moest 26 meter van het perron worden herbouwd. Het metroverkeer kon na 95 dagen worden hervat. Van 16 juli 2016 t/m februari 2017 werd groot onderhoud uitgevoerd aan het station. Het station was gedurende het onderhoud gesloten voor reizigers, ondergronds stopten de metro's wel maar kon niet worden in- en uitgestapt.

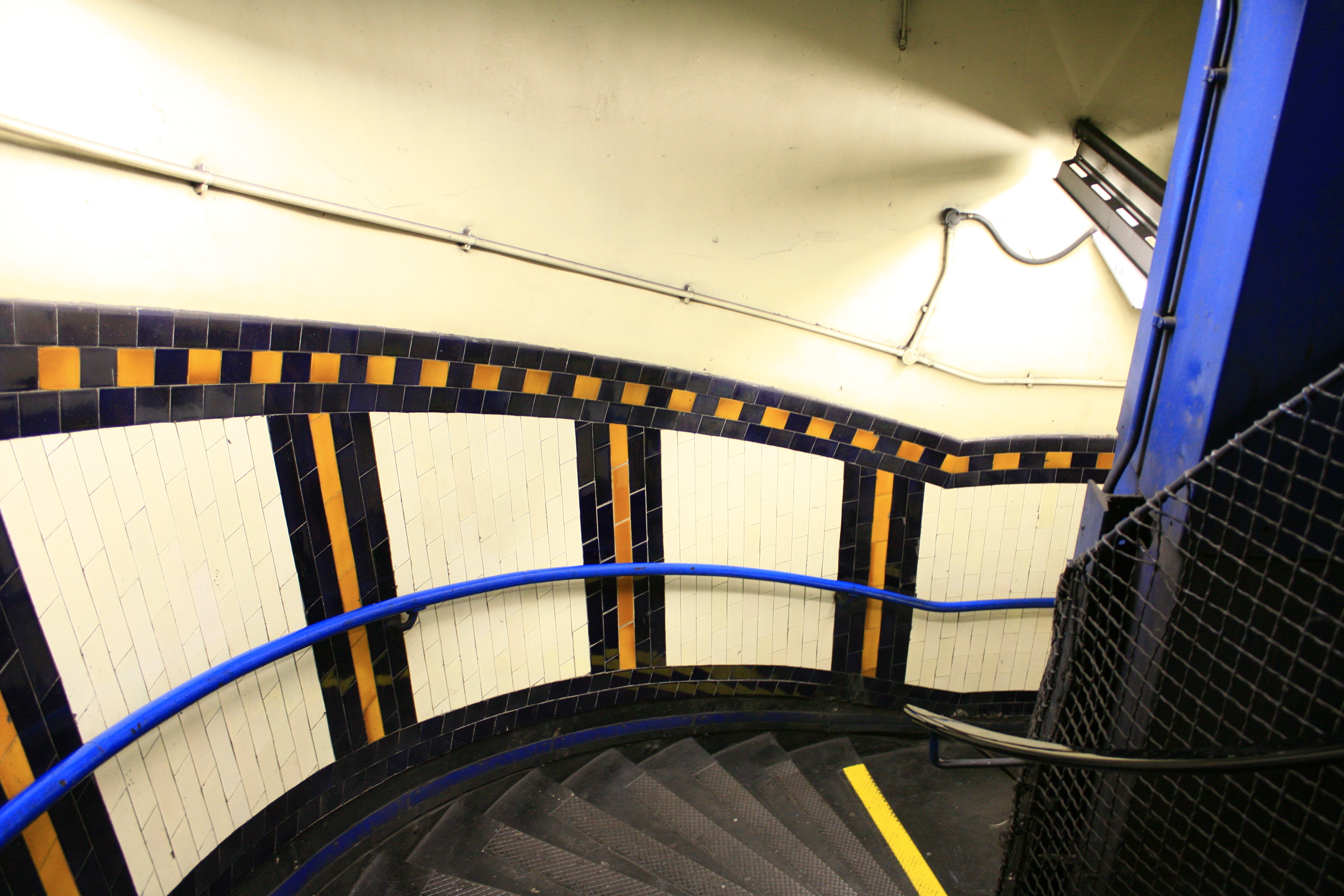
De wenteltrap in het station
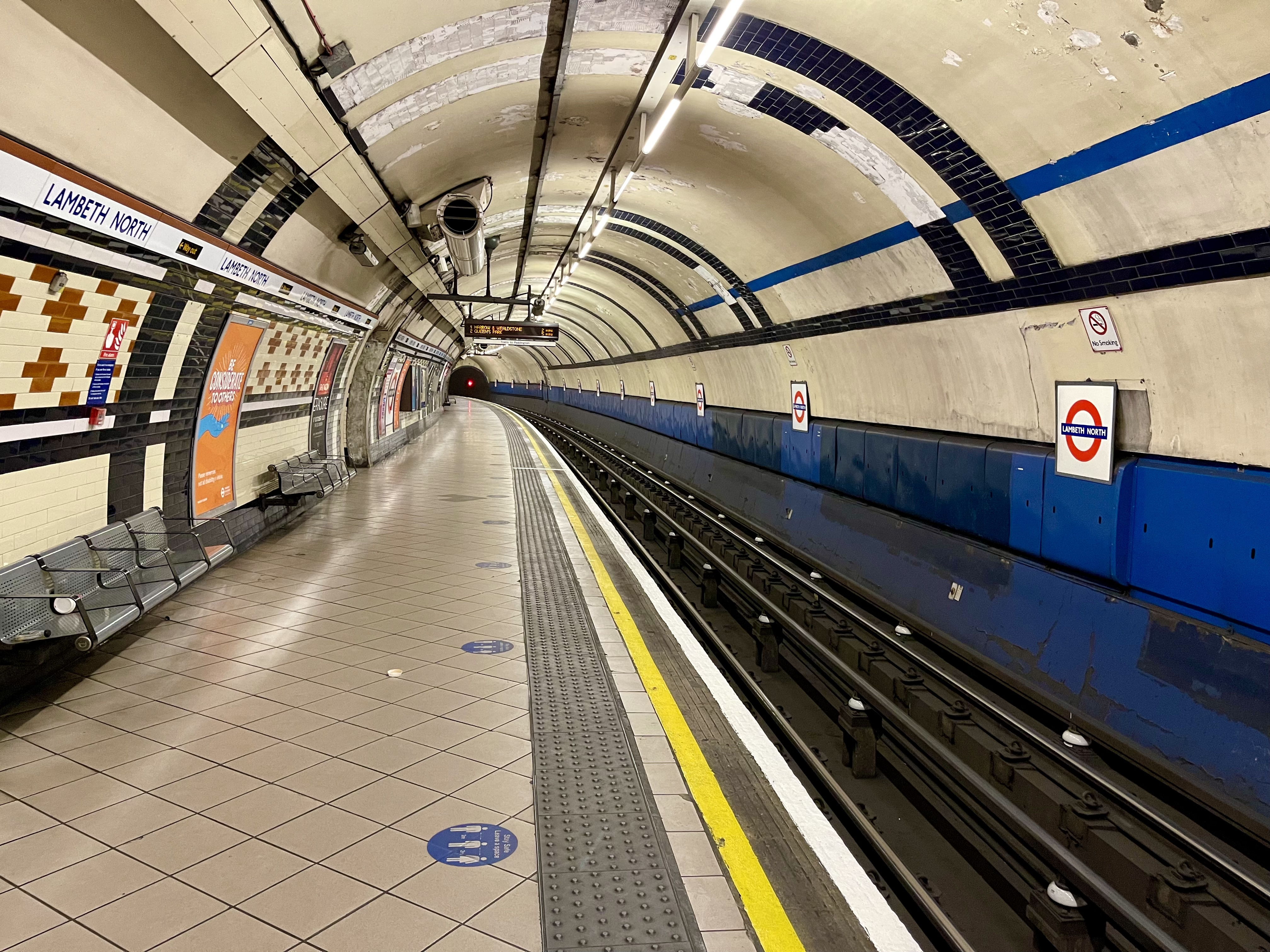
Het zuidelijke perron gezien uit het westen
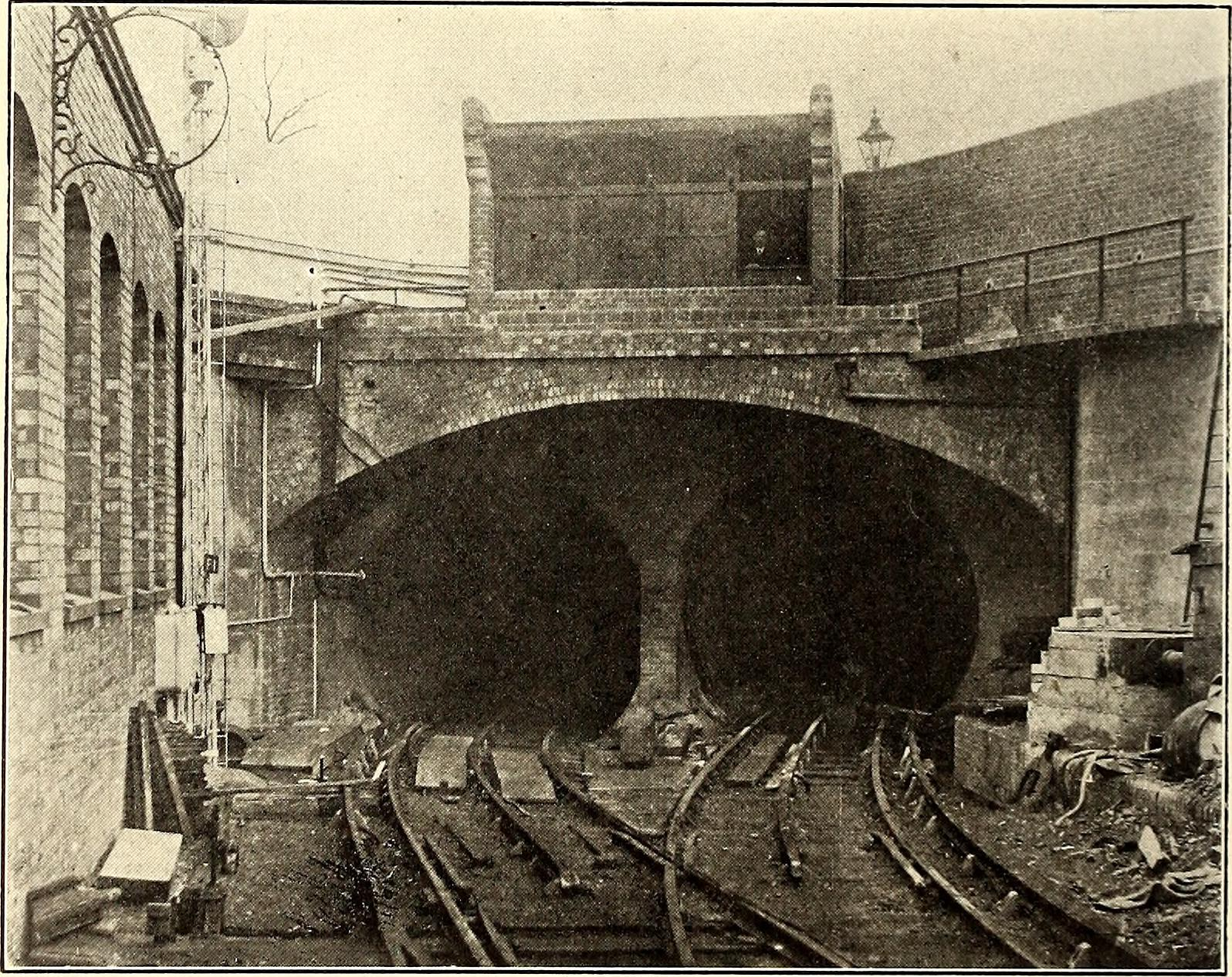
De tunnelmond bij het depot in 1906

## Ligging en inrichting
Het station is gebouwd naar een standaardontwerp dat Leslie Green maakte voor de Piccadilly en Bakerloo Line. Bovengronds zijn deze stations duidelijk te herkennen aan de geglazuurde bloedrode betegeling van de gevel en de ramen in bogen boven de begane grond. Het stationsgebouw ligt aan Westminster Bridge Road 110 en is het dichtstbijzijnde station voor het Imperial War Museum. In 1906 was het station een eindpunt en om beide sporen te kunnen gebruiken voor aankomst en vertrek ligt ten westen van de perrons een kruiswissel. In het zuidelijke spoor ligt, tussen die kruiswissel en het perron, een aftakking naar het bovengronds gelegen depot van de lijn aan London Road. Deze helling tussen het depot en de lijn ligt ten zuiden van de perrontunnels op 21 meter diepte. De perrons liggen elk in een eigen perrontunnel en zijn met twee liften en een wenteltrap verbonden met de stationshal.  

## Reizigersdiensten
In beide richtingen rijden in normale dienst 14 treinen per uur per richting. In zuidelijke richting rijden alle metrodiensten naar Elephant & Castle. In noordelijke richting keren de metrodiensten op verschillende afstanden van het centrum:
- 6 p/u naar Harrow & Wealdstone via Queen's Park & Stonebridge Park.
- 3 p/u naar Stonebridge Park via Queen's Park.
- 5 p/u naar Queen's Park

Bovengronds kunnen reizigers overstappen op meerdere buslijnen.
Harrow & Wealdstone ·
Kenton ·
South Kenton ·
North Wembley ·
Wembley Central ·
Stonebridge park ·
Harlesden ·
Willesden Junction ·
Kensal Green ·
Queen's Park ·
Kilburn Park ·
Maida Vale ·
Warwick Avenue ·
Paddington ·
Edgware Road ·
Marylebone ·
Baker Street ·
Regent's Park ·
Oxford Circus ·
Piccadilly Circus ·
Charing Cross ·
Embankment ·
Waterloo ·
Lambeth North ·
Elephant & Castle